# Championnat d'Estonie de football 1996-1997
Navigation
Saison précédente Saison suivante
La saison 1996-1997 du Championnat d'Estonie de football était la 6e édition de la première division estonienne à poule unique, la Meistriliiga. Les 8 clubs jouent les uns contre les autres lors de 2 phases de poules.
C'est le FC Lantana Tallinn qui conserve son titre et remporte le championnat après avoir terminé en tête de la poule pour le titre. C'est le 2e titre de champion d'Estonie de son histoire.

## Les 8 clubs participants
| - FC Flora Tallinn - FC Marlekor Tallinn - Tallinna Sadam - FC Lantana Tallinn | - FC Narva Trans - JK Tervis Pärnu (qui prend le nom de FC Lelle durant la saison) - JK Vall Tallinn - Promu de D2 - JK Eesti Põlevkivi Jõhvi |

## Compétition

### Première phase
Le barème servant à établir le classement se décompose ainsi :
- Victoire : 3 points
- Match nul : 1 point
- Défaite : 0 point

| Rang | Équipe                   | Pts | J  | G  | N | P  | Bp | Bc | Diff |
| ---- | ------------------------ | --- | -- | -- | - | -- | -- | -- | ---- |
| 1    | FC Lantana Tallinn       | 35  | 14 | 11 | 2 | 1  | 30 | 9  | +21  |
| 2    | FC Flora Tallinn         | 29  | 14 | 9  | 2 | 3  | 27 | 9  | +18  |
| 3    | FC Marlekor Tallinn      | 22  | 14 | 6  | 4 | 4  | 20 | 17 | +3   |
| 4    | FC Lelle                 | 21  | 14 | 5  | 6 | 3  | 20 | 16 | +4   |
| 5    | FC Narva Trans           | 20  | 14 | 5  | 5 | 4  | 20 | 19 | +1   |
| 6    | Sadam Tallinn            | 16  | 14 | 5  | 1 | 8  | 24 | 26 | -2   |
| 7    | JK Eesti Põlevkivi Jõhvi | 13  | 14 | 4  | 1 | 9  | 10 | 20 | -10  |
| 8    | JK Vall Tallinn P        | 1   | 14 | 0  | 1 | 13 | 9  | 44 | -35  |

|  | Qualifié pour le barrage pour le titre        |
|  | Participation au barrage promotion-relégation |

### Deuxième phase

#### Poule pour le titre
Les équipes classées de la 1re à la 6e place à l'issue de la première phase se disputent le titre de champion d'Estonie au sein d'une poule où chacune des équipes rencontre 2 fois ses adversaires. Chaque équipe démarre la seconde phase avec la moitié des points acquis lors de la première phase.
| Rang | Équipe               | Pts | J  | G | N | P | Bp | Bc | Diff |
| ---- | -------------------- | --- | -- | - | - | - | -- | -- | ---- |
| 1    | FC Lantana Tallinn T | 41  | 10 | 7 | 2 | 1 | 22 | 6  | +16  |
| 2    | FC Flora Tallinn     | 38  | 10 | 7 | 2 | 1 | 25 | 7  | +18  |
| 3    | Sadam Tallinn C      | 24  | 10 | 5 | 1 | 4 | 13 | 9  | +4   |
| 4    | FC Lelle             | 20  | 10 | 3 | 0 | 7 | 6  | 21 | -15  |
| 5    | FC Marlekor Tallinn  | 19  | 10 | 2 | 2 | 6 | 7  | 19 | -12  |
| 6    | FC Narva Trans       | 17  | 10 | 2 | 1 | 7 | 8  | 19 | -11  |

#### Poule promotion-relégation
Les 2 dernières équipes de la première phase retrouvent les équipes classées de la 1re à la 4e place d'Esiliiga pour disputer la poule de promotion-relégation. Les 2 premiers à la fin de la compétition joueront en Meistriliiga la saison prochaine, les quatre autres participeront à la deuxième division, l'Esiliiga.
| Rang | Équipe                        | Pts | J  | G | N | P | Bp | Bc | Diff |
| ---- | ----------------------------- | --- | -- | - | - | - | -- | -- | ---- |
| 1    | JK Eesti Põlevkivi Jõhvi (D1) | 25  | 10 | 8 | 1 | 1 | 28 | 5  | +23  |
| 2    | JK Vall Tallinn (D1)          | 22  | 10 | 7 | 1 | 2 | 29 | 15 | +14  |
| 3    | JK Vaprus Pärnu (D2)          | 13  | 10 | 4 | 1 | 5 | 9  | 27 | -18  |
| 4    | Lelle SK (D2)                 | 12  | 10 | 4 | 0 | 6 | 22 | 18 | +4   |
| 5    | Tallinna JK (D2)              | 8   | 10 | 2 | 2 | 6 | 11 | 19 | -8   |
| 6    | JK Kalev Sillamäe (D2)        | 6   | 10 | 1 | 3 | 6 | 6  | 21 | -15  |

- Les 2 clubs de D1, JK Eesti Põlevkivi Jõhvi et JK Vall Tallinn se maintiennent en première division.

## Bilan de la saison
| Tableau d'Honneur                 |                    |
| Compétition                       | Vainqueur          |
| Championnat d'Estonie de football | FC Lantana Tallinn |
| Coupe d'Estonie de football       | Sadam Tallinn      |

| Qualifications européennes              |                    |
| Ligue des champions de l'UEFA 1997-1998 | Qualifié           |
| Tour préliminaire                       | FC Lantana Tallinn |
| Coupe des Coupes 1997-1998              | Qualifié           |
| Tour préliminaire                       | Sadam Tallinn      |
| Coupe UEFA 1997-1998                    | Qualifié           |
| Tour préliminaire                       | FC Flora Tallinn   |

| Promotion et relégation |       |
| Relégués en Esiliiga    | Aucun |
| Promus en Meistriliiga  | Aucun |